# Cuina medieval

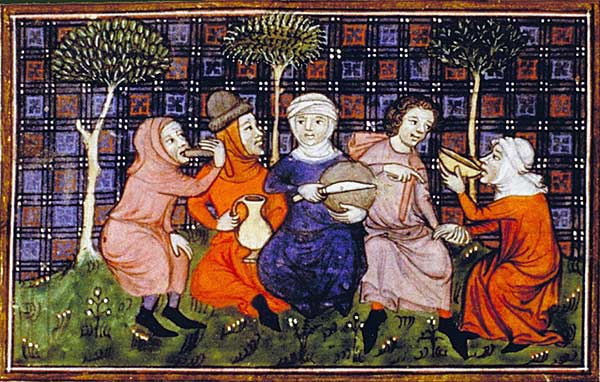
Un grup de camperols menjant; Livre du roi Modus et de la reine Ratio,.

La cuina medieval és l'exposició dels hàbits alimentaris i els mètodes de cuinar de diverses cultures europees durant l'edat mitjana, un període que aproximadament va des del segle v fins al segle xvi. En aquests temps, la dieta i les maneres de cuinar van canviar a Europa i aquestes mudances van ajudar a la fundació de la moderna cuina europea.
Els cereals esdevingueren la font de nutrients principal durant la primera part de l'edat mitjana. Es menjaven en forma de pa, farinetes i pasta per tots els membres de la població. Les verdures van ser un important suplement a la dieta basada en cereals. La carn era més cara i, per tant, més prestigiosa i era més comuna en les taules de la noblesa. Els tipus més populars de la carn eren la del porc i el pollastre, mentre que la carn de boví, que requeria una gran inversió en terreny, era menys habitual. El bacallà i els peixos del gènere clupea es consumien entre la població del nord, però es menjaven també una gran varietat de peixos marins o d'aigua dolça.
Donades les condicions del transport lent i les ineficients tècniques de conservació d'aliments, el comerç a llarga distància era molt car. Per això la cuina de la noblesa era més oberta a les influències foranes que la de la gent pobra. Cada nivell de la societat imitava el nivell que estava per sobre d'ell i així les innovacions es van anar estenent. El consum de determinats aliments en determinades classes socials era objecte de legislació i s'establia que la classe baixa mengés els aliments menys refinats.
Hi havia una forma d'haute cuisine desenvolupada durant la baixa edat mitjana que va ser l'estàndard per a la noblesa de tot Europa. L'assaonament feia servir l'agràs (suc de raïm verd) el vi i el vinagre, en combinació amb espècies com el pebre negre, el safrà i el gingebre. Aquest junt amb l'ampli ús del sucre o la mel donava a molts plats un gust dolç. Les ametlles eren molt populars com a agent espessidor en sopes estofades i salses particularment usada en forma de llet d'ametlla.

## Normes dietètiques
La cuina de les cultures de la conca del Mediterrani estava basada tradicionalment en el consum de cereals, especialment en diversos tipus de blat. Del segle viii al segle xi la proporció de cereals en la dieta va passar d'un 30% a un 75%. La dependència del blat va romandre en tota l'edat mitjana. En els climes freds no era fàcil mantenir el predomini dels cereals i el consum d'aquests estava associat amb les classes altes. En l'Eucaristia el pa representava la divinitat com ja va remarcar Sant Agustí. El prestigi del pa només es podia comparar amb el de l'oli d'oliva i el vi (tots ells de producció pràcticament limitada a la Conca del Mediterrani i zones properes)

### L'Església

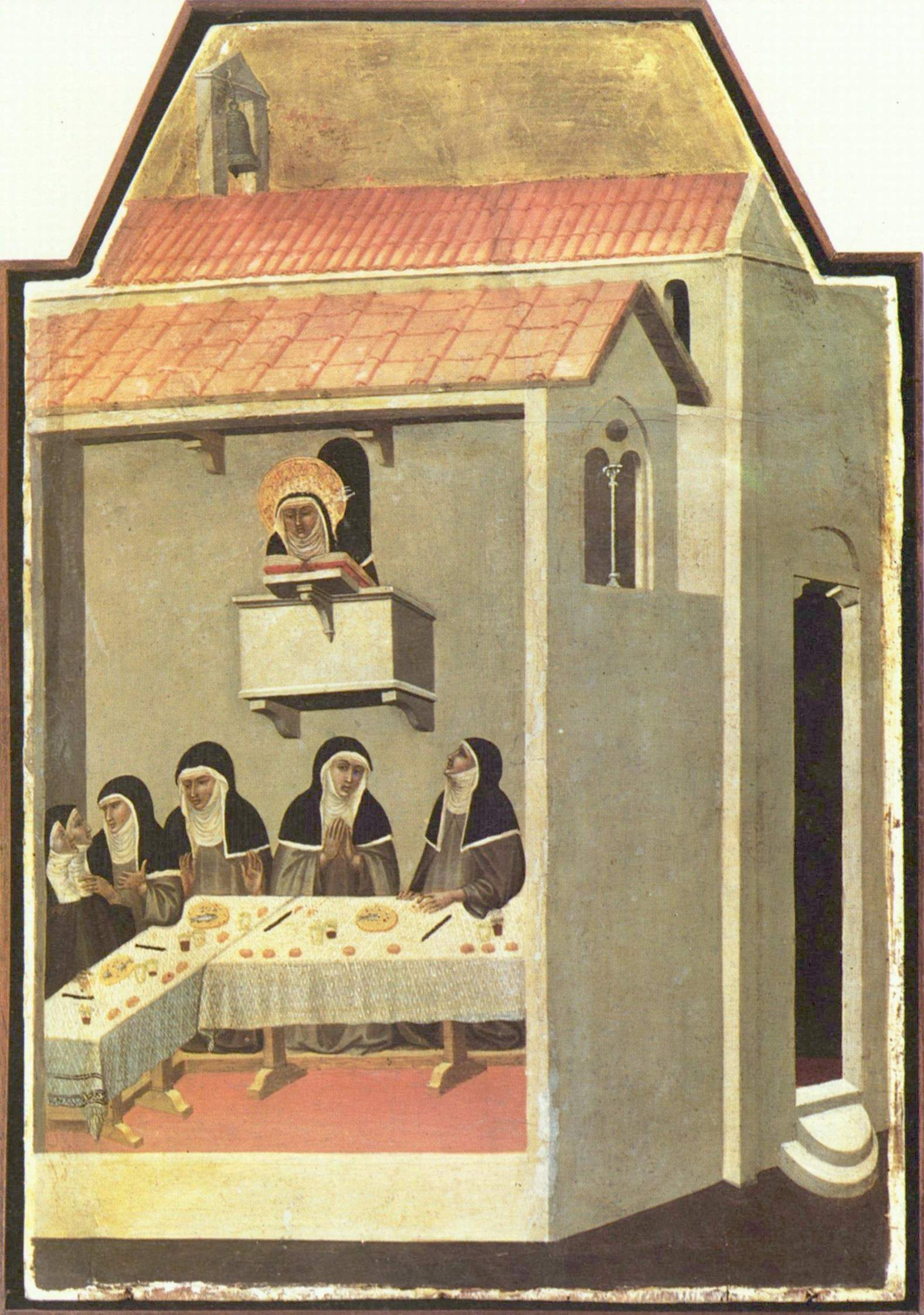
Monges dinant en silenci per Pietro Lorenzetti, 1341.

L'Església Catòlica i l'Església Ortodoxa i els seus calendaris tenien gran influència en els hàbits de consum; el consum de carn quedava prohibit durant una tercera part de l'any per a la majoria dels cristians i tots els productes animals, incloent-hi ous i làctics (però no el peix), estaven prohibits durant la quaresma. A més s'ha d'afegir el dejuni obligatori abans de prendre l'eucaristia.
Hi havia molts dies de dejuni reglamentat

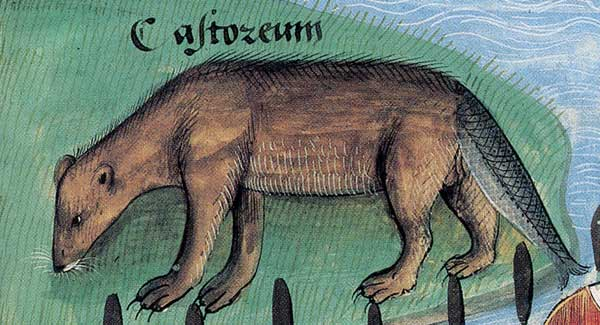
Les cues de castor es consideraven peix; Livre des simples médecines, cap a 1480.

D'una forma pragmàtica s'incloïen com a peixos a animals que no ho eren com la balena, els ocells marins com les oques galta blanques i els frarets i fins i tot els castors. La llista d'ingredients estava limitada però les racions podien ser grans i els banquets fets en dies d'abstinència de carn podien ser esplèndids. Els peixos es disposaven de forma que semblava carn de cérvol i es construïen falsos ous, a base de compondre en closques buides d'ous d'aviram els ous dels peixos i la llet d'ametlla cuinats. En canvi en l'Imperi Romà d'Orient l'església oficial no admetia aquest tipus de refinaments culinaris. Les prohibicions per motivacions religioses provocaven els planys de la majoria de la població.
La tendència des del segle xiii va ser cap a una interpretació més legalista del dejú. Tomàs d'Aquino (1225–1274) creia que s'havien de donar dispenses del dejú als nens, als vells, als pelegrins, treballadors i captaires però no als pobres. Hi ha testimonis de membres d'ordes monàstics que desobeïen les restriccions del dejú a través d'una interpretació acurada de la Bíblia.

### Restriccions de classe
La societat medieval estava estratificada i dividida en estaments estrictament separats. En aquell temps l'aliment marcava la posició social. La relació entre les tres classes o estaments (noblesa, clergat i poble comú) era estrictament jeràrquica, l'alimentació també responia a aquesta jerarquia. A la baixa edat mitjana l'increment de la riquesa entre alguns membres del poble (mercaders, negociants, etc.) va fer que imitessin les maneres de la cuina dels aristòcrates i de tractar trencar les barreres simbòliques que els separaven. La resposta va venir en dos fronts: la literatura didàctica alertant dels perills d'adoptar una dieta inapropiada per a una classe inferior i les lleis sumptuàries que posaven un fre a la fastuositat dels banquets de la classe inferior.

### Dietètica
La ciència mèdica medieval tenia una gran influència sobre el que era considerat saludable en el menjar. Tots els aliments estaven classificats en escales des de calent a fred i d'humit a sec d'acord amb la teoria dels quatre humors proposada per Galè que va dominar la medicina occidental des de l'antiguitat fins al segle xvii.
Es considerava la digestió humana com un procés similar al de la cocció. El processament del menjar en l'estómac es considerava una continuació de la preparació començada a la cuina. Els aliments fàcilment digestibles s'haurien de menjar primer, seguits pels de digestió més pesada. Era important no barrejar aliments de propietats diferents.
Abans de l'àpat l'estómac era convenient que fos obert amb un aperitiu (del Llatí aperire, "obrir") preferiblement de naturalesa calenta i seca: productes a base de sucre o mel, espècies com gingebre comí de prat i llavors com anís, fonoll o comí, vi i begudes làctiques endolcides i fortificades. Per "tancar" l'estómac es feia servir sucre especiat o hipocràs (vi especiat) a més de formatge curat.
El vi blanc es creia que era més fred que el vi negre. La llet es pensava que era moderadament calenta i humida.

## Variacions regionals
No es pot generalitzar, però el clima del nord d'Europa i les Illes Britàniques no permetia conrear la vinya ni les oliveres. El vi es bevia per totes les classes socials del sud d'Europa i la cervesa dominava en el nord del continent. Els cítrics, però no els tipus actuals, i les magranes eren comunes al voltant del Mediterrani.
L'oli d'oliva era un ingredient molt usat en la regió mediterrània però resultava molt car al nord on els substituïen altres tipus d'oli com el de rosella o d'avellana també s'usava el llard.

## Àpats

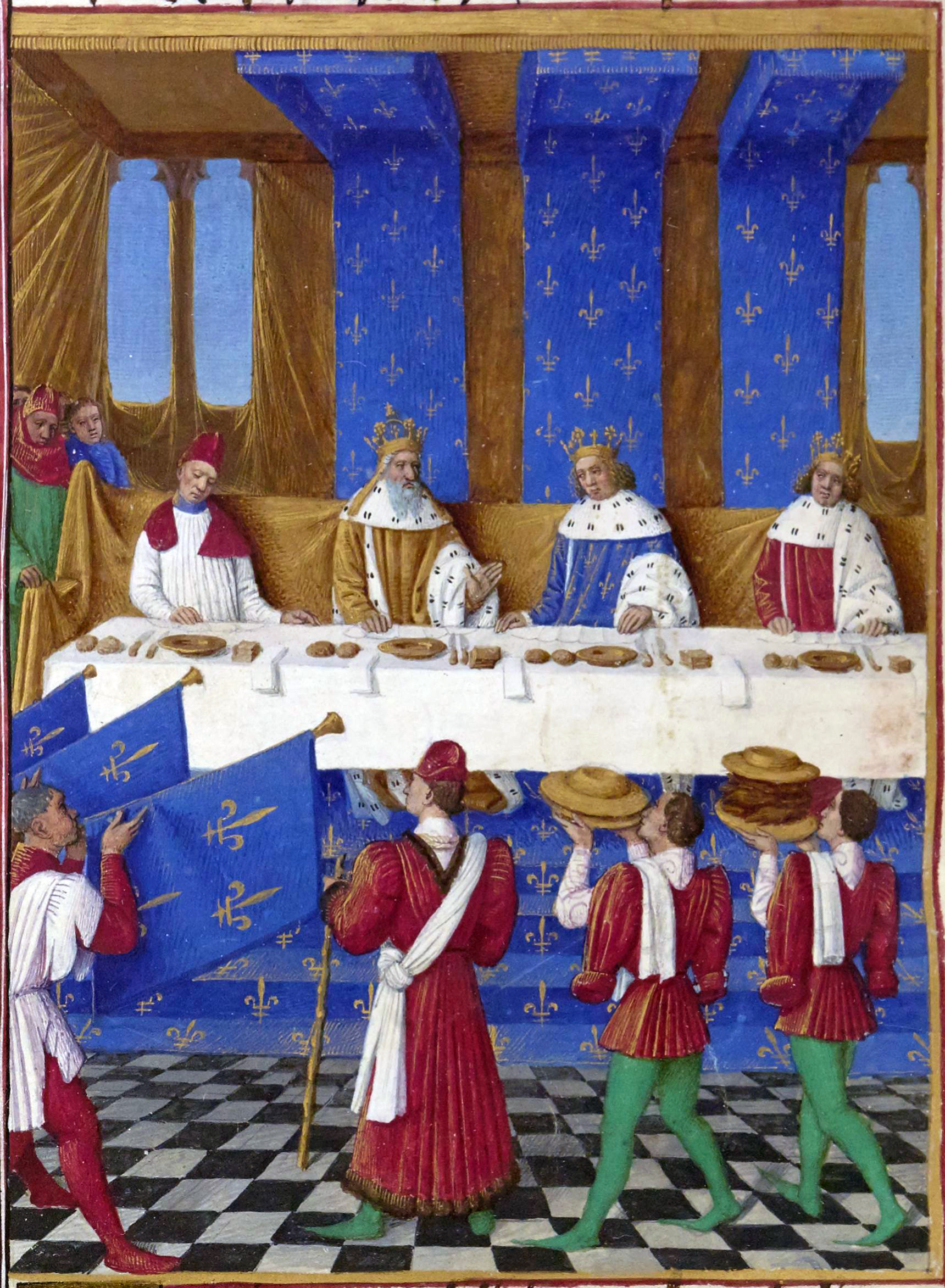
Banquet de la reialesa a París el 1378

Normalment hi havia dos àpats al dia: dinar i sopar i podia haver-hi un àpat intermedi. Els àpats fastuosos es consideraven immorals.

### Etiqueta
El menjar medieval era ingerit principalment amb l'ajut de la cullera estant l'altra mà sense cap altre cobert. Es feia servir el ganivet a la taula però generalment no s'incloïa amb el plat, ja que s'esperava que cadascun dels que menjaven portessin el seu propi ganivet. Més tard el ganivet va ser proporcionat pels amos de la casa com a signe de distinció als invitats d'alt rang. Abans del menjar, i en el seu decurs, s'oferia als assistents palanganes amb aigua i unes tovalloles perquè es netegessin.
La pràctica més habitual era compartir les copes i recipients on es bevia, aquesta pràctica era molt comuna en els banquets i era considerat un privilegi de gran etiqueta, així com la partició del pa o moure la font central de carn ubicada en el centre de la taula per oferir un tros al veí. La naturalesa jeràrquica de la societat medieval reforçà aquests costums d'etiqueta on els assistents de baixa posició ajuden en la taula als de rang superior, els joves als més grans, els homes a les dones. Generalment, els banquets i els menjars col·lectius eren considerats masculins. Es considerava quelcom poc comú portar l'esposa a aquestes festes. Els codis socials d'aquella època feien difícil per a una dona mantenir els estereotips de romandre bella, delicada i immaculada durant el decurs d'una festa sumptuosa. La dona del cap de casa menjava sovint en un recinte separat i s'hi podia unir quan ja estava a les acaballes i els negocis ja s'havien tractat.
La forquilla per a menjar no era gaire utilitzada en l'Europa medieval i no es va estendre el seu ús fins a l'Edat moderna, a l'inici només era comuna la seva utilització a Itàlia, donat en gran part al fet que es feia servir en la pasta. Fins i tot en el segle xiv la forquilla no va ser habitual en totes les classes socials. El canvi en les actituds davant la taula es poden veure il·lustrades en les reaccions que hi va haver en l'època de l'Imperi Romà d'Orient amb la princesa Theodora Doukaina que en el segle xi i essent la futura esposa del Dux de Venècia, Domenico Selvo, va arribar a causar considerable consternació entre els assistents venecians, ja que la consort estrangera es feia tallar els aliments per un esclau eunuc i li servien les peces amb una forquilla daurada. Més tard el bisbe d'Ostia es referí a ella com la "...dona del Dux venecià, aquella que es va corrompre en terres llunyanes."

## Preparació del menjar

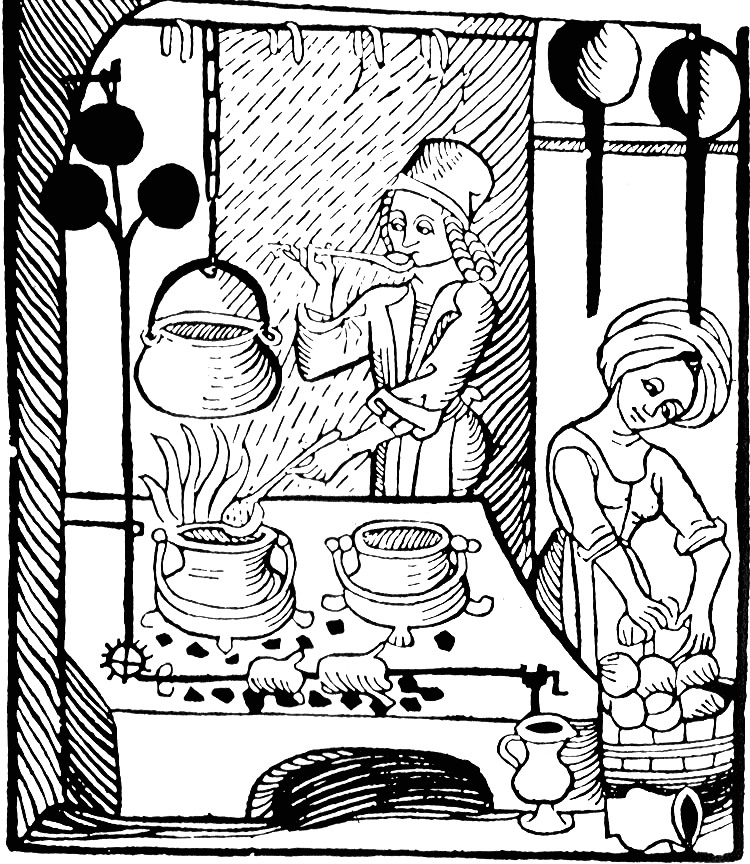
Il·lustració delKuchenmaistrey, el primer llibre de cuina imprès en alemany, 1485.

Tots els tipus de cuina feien servir el foc directe. La cuina amb fogons no va aparèixer fins al segle xviii i els cuiners havien de saber com cuinar directament sobre un foc obert. Els forns s'utilitzaven però eren molt cars de construir i només existien en grans cases i fleques. Era usual en les comunitats medievals compartir la propietat d'un forn per assegurar el molt essencial pa. També hi havia forns portàtils amb carbó com a combustible, i també de més grans per vendre pastissos pels carrers de les ciutats. Per a la majoria es cuinava en simples recipients, ja que aquesta era la manera més eficient d'aprofitar el foc de la llenya. Les evidències mostren que a la cuina medieval no els preocupava l'excés de greix en els menjars tot al contrari en època de fam era desitjable estar més aviat gras que no pas prim.
La Fruita es combinava amb la carn, el peix i els ous. La recepta per a fer la Tart de brymlent (un pastís de peix) inclou una mescla de figues, raïm, pomes i peres amb salmó i bacallà amb prunes. Els ingredients s'utilitzaven més aviat perquè estiguessin d'acord amb la teoria dels quatre humors que no pas per la semblança de gustos. Així en una recepta per a un pastís de codony la col es deia que podia substituir al codony i en una altra recepta el nap podia ser reemplaçat per les peres.

### La cuina medieval

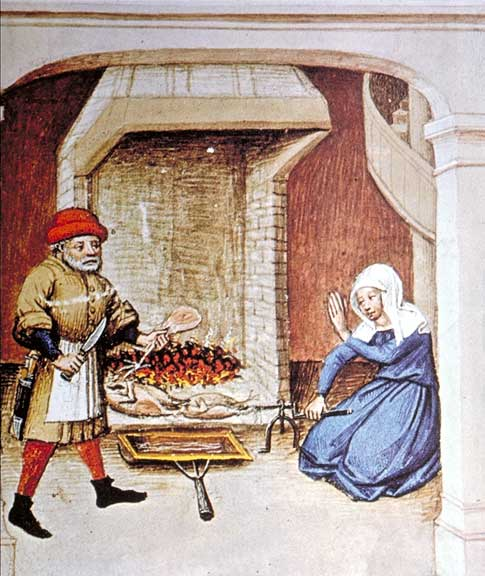
Decameron, Flandes, 1432.

En moltes cases cuinar es feia en la llar de foc al bell mig del lloc on es vivia i així es feia un ús més eficient de la calor. A finals de l'edat mitjana es va desenvolupar una cuina en una habitació separada. Així el fum i les olors es mantenien a banda dels possibles invitats, a més el risc d'incendi disminuïa.

### Conservació
La conservació dels aliments es feien bàsicament amb les mateixes tècniques que s'utilitzaven en l'antiguitat. El mètode més usual i simple era assecar els aliments exposant-los al vent (en climes nòrdics) o a la calor del sol (en climes del sud d'Europa). Altres sistemes eren el fumat, salat, la salmorra, posar en vinagre o la fermentació. Les verdures, ous o el peix eren sovint confitats en gerros que contenien salmorra i líquids àcids (suc de llimona, agràs o vinagre). Un altre mètode era segellar el producte cuinant-lo amb sucre, mel o greix amb els quals s'emmagatzemava.
Fruita i raïm es conservaven convertint-los en begudes alcohòliques i la llet es fermentava i conservava en forma de formatge i altres làctics.

## Cereals

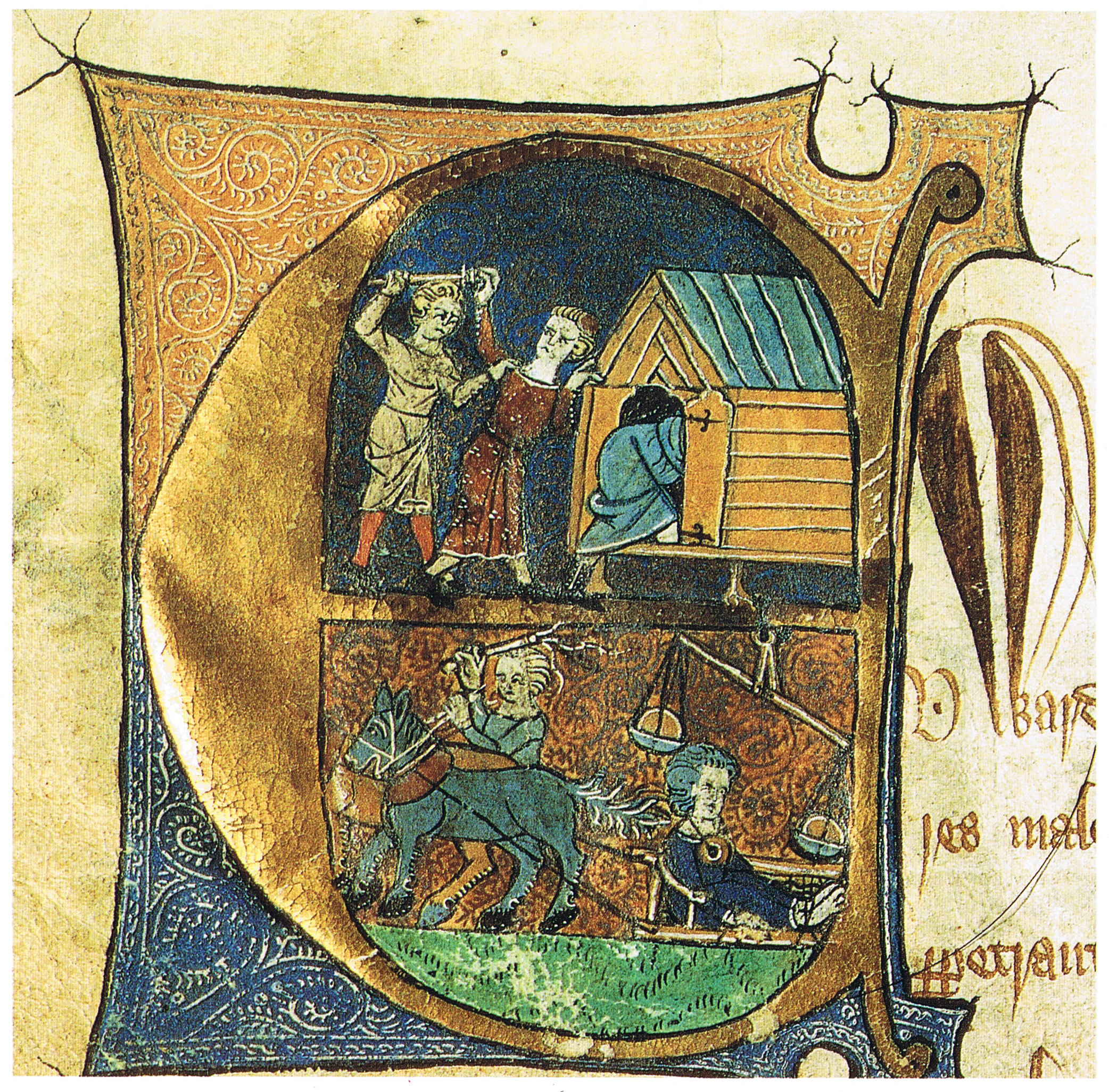
Castic a un forner.

El període entre l'any 500 i el 1300 va tenir el canvi més important en la dieta europea. Es va intensificar l'agricultura. Abans del segle xiv el pa no era corrent entre les classes baixes especialment al nord d'Europa on el blat no creixia bé. Una dieta basada en el pa es va anar establint durant el segle xv.
Els cereals més comuns eren el sègol, l'ordi, el gra de fajol, el mill, i la civada. L'arròs era massa car i només es podia cultivar en alguns llocs del sud d'Europa, tot i això es considerava que era el cereal més nutritiu i més prestigiós. La farina blanca i refinada, que actualment és la més comuna, estava aleshores reservada a les classes altes. A mesura que es davallava en l'escala social el pa s'anava tornant més bast, fosc i amb molt de segó. En temps de fam els cereals s'havien de substituir forçosament per glans, llegums secs falgueres i altres productes.

## Fruites i verdures

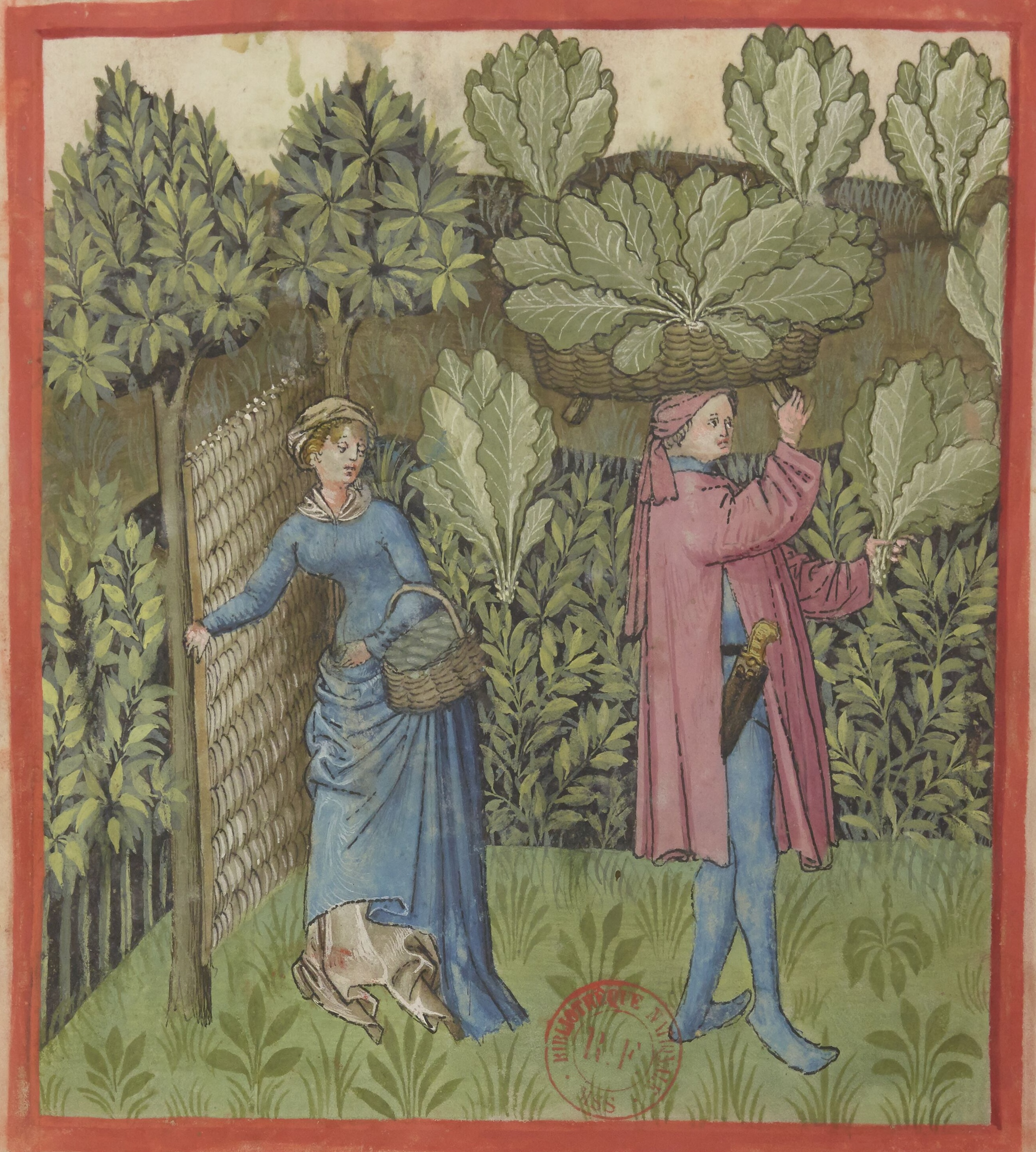
Collint cols; Tacuinum Sanitatis, Segle XV.

Mentre que els cereals eren els constituents bàsics de la majoria dels menjars, les verdures com la col, la bleda, la ceba, l'all i la pastanaga eren aliments usuals. Molts d'aquests eren menjats diàriament per camperols i treballadors, però eren menys prestigiosos que la carn. En els llibres de cuina de l'època manquen aquests aliments tan bàsics, ja que aquestes obres es dedicaven a les classes altes. De pastanagues n'hi havia de diversos tipus però no eren del color de les pastanagues actuals sinó vermelloses i grogues. Diversos llegums com el pèsol, la fava i els cigrons eren corrents i font important de proteïna, especialment entre les classes baixes. Els pèsols eren els llegums més apreciats i es menjaven secs (madurs). A Alemanya el sauerkraut (col fermentada) es menjava diverses vegades cada dia.
La fruita era apreciada i se servia fresca, seca, o conservada. Tant el sucre com la mel eren molt cars i l'addició de fruita servia també per endolcir els plats. La fruita del sud d'Europa era bàsicament llimona, taronja amarga, (la taronja dolça no va arribar fins centenars d'anys més tard), magrana, codony i raïm. Més al nord, poma, pera, pruna, i maduixa eren fruites més corrents. La Figa i el dàtil assecats es menjaven a tot Europa però eren més cars quan s'importaven al nord.
Naturalment no es disposava dels aliments procedents d'Amèrica i altres territoris no coneguts aleshores com són: la patata, la mongeta, el cacau, la vainilla, el tomàquet, el pebrot i la dacsa.

## Productes làctics

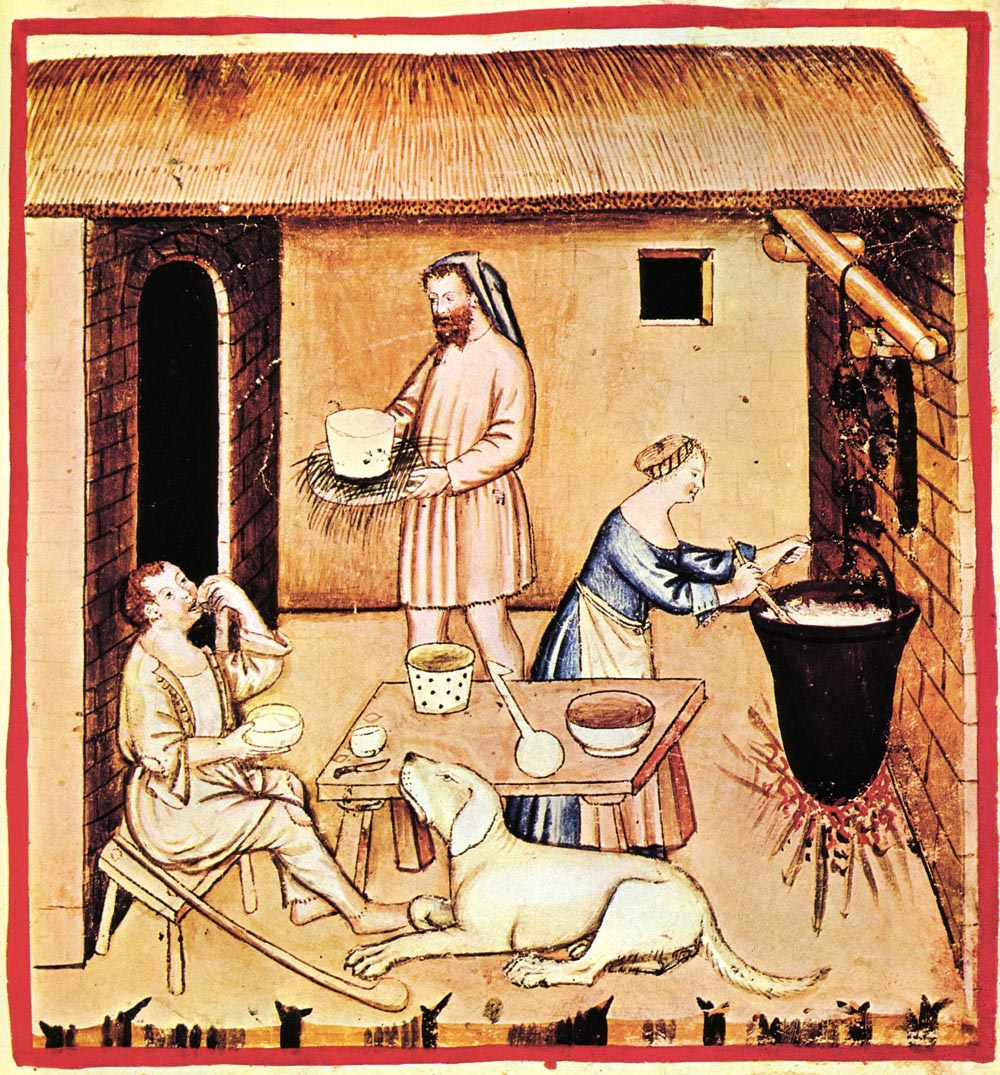
Preparant i servint formatge; Tacuinum Sanitatis, Segle XIV.

La llet era una important font de proteïna animal per tots aquells que no disposaven de carn, a més de la de vaca també era consumida la d'ovella i cabra. La llet fresca no la prenien els adults sinó els malalts, els infants i els vells. Com que la llet fresca es conservava malament s'utilitzaven més els làctics i per a cuinar a la llet la substituïa la llet d'ametlla.
El formatge era la principal font de proteïna animal per a les classes baixes. Ja existien algunes varietats també presents actualment com el formatge Edam, el Brie i el Parmesà. També el formatge a base de xerigot que en italià s'anomena ricotta, i es feia de subproductes làctics. La mantega, era corrent al nord d'Europa i servia per cuinar. També s'exportava a partir del segle xii.

## Carns

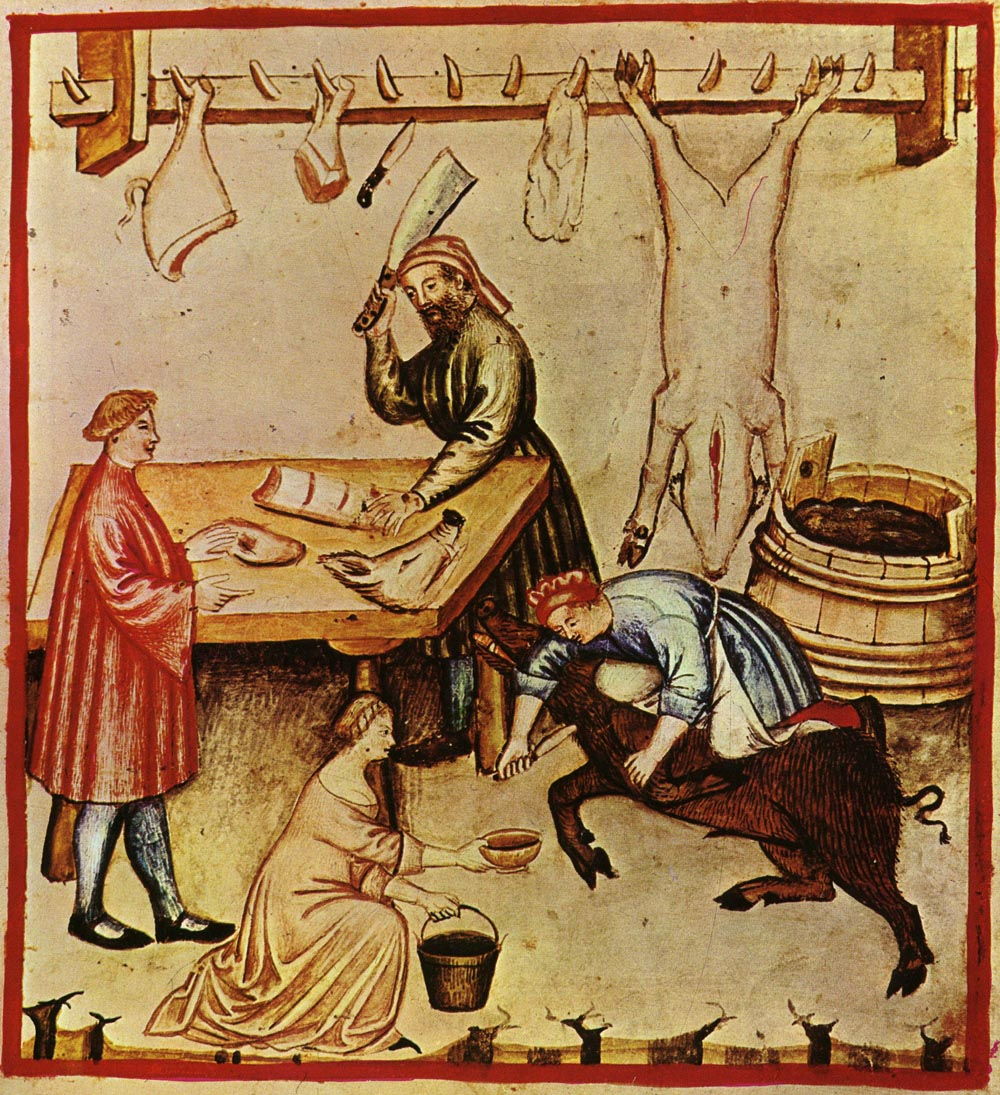
Carnisseria del.

La majoria de la carn procedia d'animals domèstics. La carn de vaca no era tan comuna com en l'actualitat, ja que eren animals de bast (per treballar la terra) i donaven llet. Els porcs no requerien gaire atenció i en ser omnívors menjaven qualsevol cosa. Les ovelles i les cabres eren comunes. Al contrari del que passa actualment els medievals es menjaven la totalitat dels animals incloent-hi els budells i altres parts. Es consumien animals silvestres com eriçons de terra i el porc espí.
D'aus se'n menjaven moltes fins i tot el cigne i la cigonya. El més popular, però, era el pollastre.
La Pesta negra va eliminar gran part de la població i va tenir l'efecte de disposar de més terra cultivable per persona cosa que va afavorir la producció de carn.

### Peixos i marisc

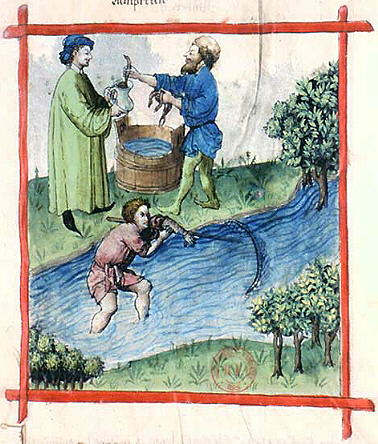
Pesca de lamprees Tacuinum Sanitatis, Segle XV.

Malgrat que el que s'anomenava genèricament "peix" era menys apreciat que la carn i es considerava simplement una alternativa pels dies d'abstinència, en les poblacions costaneres el que pescaven era la part més important de la dieta. Especialment important va ser la pesca dels peixos del gènere clupea i la del bacallà en l'oceà Atlàntic i en el mar Bàltic. Es podien veure aquests peixos en el mercat de Constantinoble. En gran manera els peixos eren salats, assecats o fumats. Molts tipus de Mol·luscs incloent-hi l'ostra, musclos i vieira les consumien els habitants de les poblacions costaneres. La llagosta també era molt apreciada. Les poblacions de l'interior consumien peixos d'aigua continental (truita de riu, carpa, perca, etc.).

## Begudes

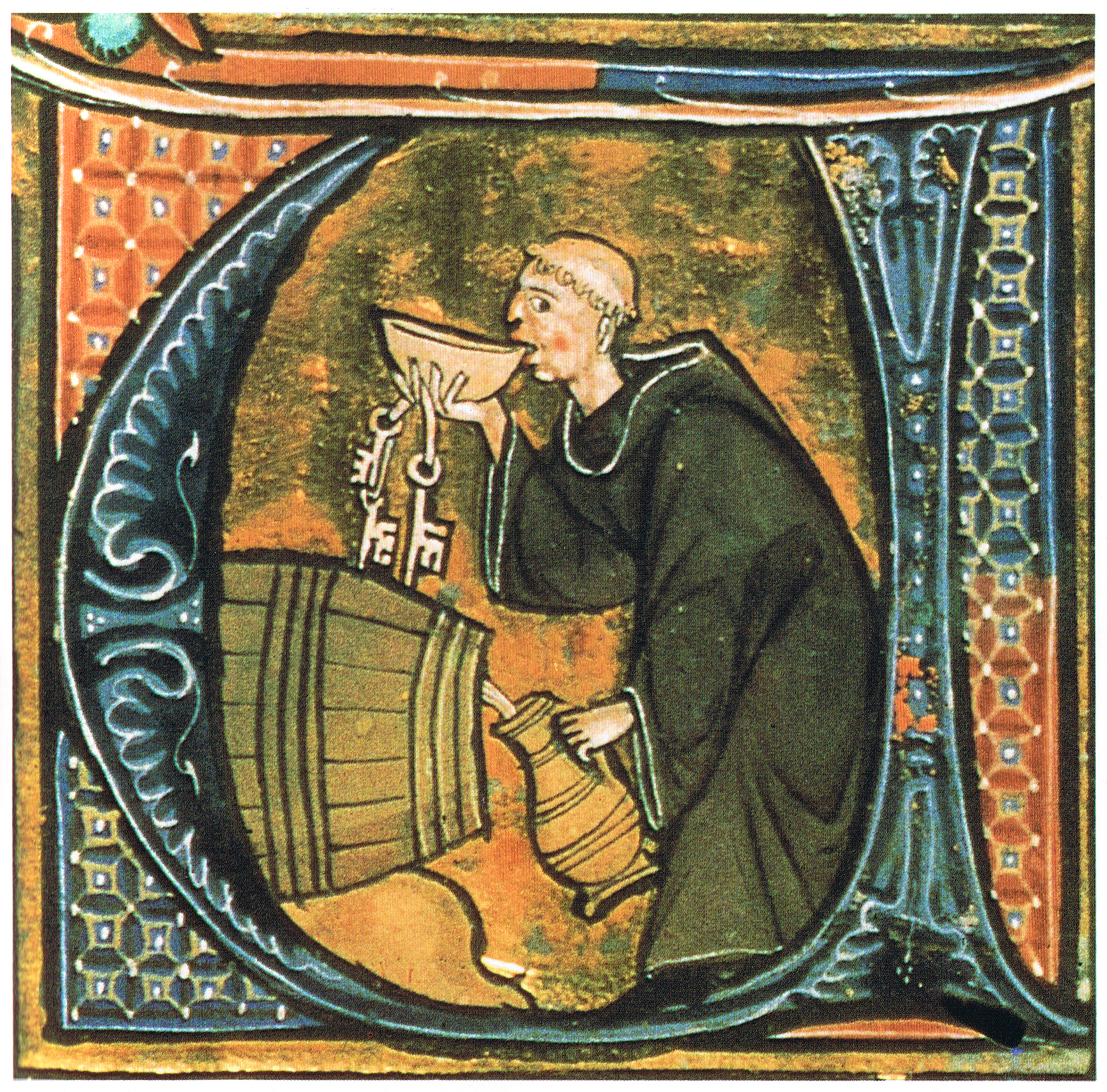
Un monjo tastant vi.

En aquells temps es preferia beure a la taula begudes alcohòliques que no pas simplement aigua. La medicina de l'època valorava el paper favorable per a la digestió de les begudes amb contingut alcohòlic i a més l'aigua en aquell temps sovint estava corrompuda i en aquest aspecte una beguda amb alcohol era més segura. El vi es consumia diàriament a tota França i als països de la regió mediterrània, més al nord era la beguda de la burgesia i la noblesa. Al centre i nord d'Europa primava la cervesa i com que era de difícil conservació, abans de la introducció del llúpol, es consumia fresca i potser tenia menys graduació alcohòlica que en l'actualitat.
Es bevien tota mena de sucs que ja eren coneguts en l'antiga Roma com són els fets a base de: magrana, fruits de la morera, móra i la sidra aquesta darrera molt popular en el nord. Es feia un gran ús de l'hidromel especialment en els pobles eslaus. El Kumis (la llet fermentada de l'euga o de la camella) la recomanaven els metges.

### Vi

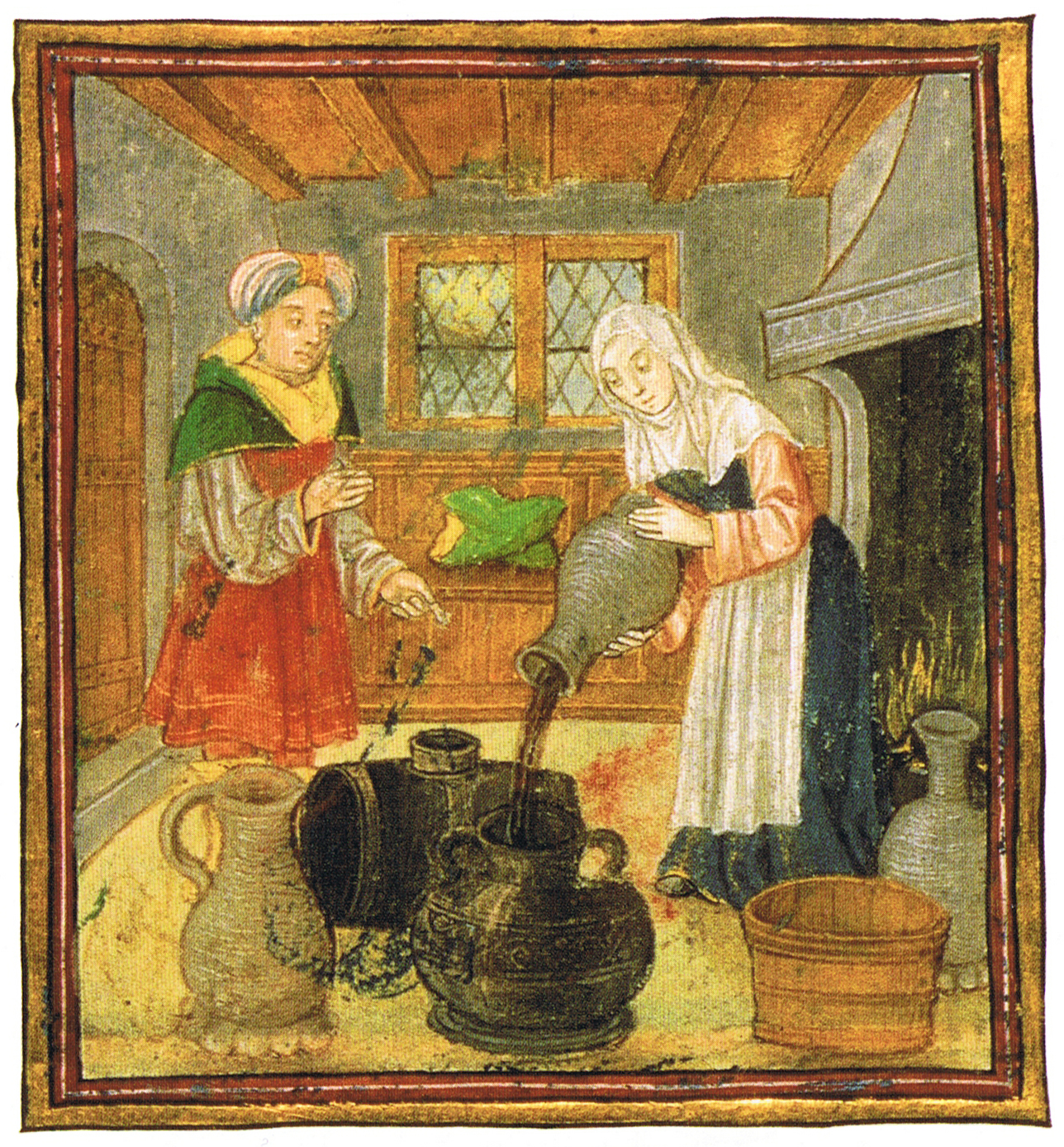
Una matrona conservant el vi.

El vi de la primera premsada, el més alcohòlic, era el més car i es reservava per a les classes altes, mentre que el de la segona i tercera premsada era per a les classes més baixes i a més tenien menor contingut d'alcohol. Els més pobres sovint s'havien de conformar amb vinagre aigualit.
El vi amb espècies afegides era popular i recomanat pels metges, s'utilitzaven espècies exòtiques.

### Cervesa
A les regions del nord la cervesa substituïa el vi, però sense ser tan apreciada. El 1256, el metge de Siena Aldobrandino va descriure la cervesa com a perjudicial per al cap i l'estómac, responsable del mal alè i de la càries dental.
Els efectes intoxicants de la cervesa es creien més duradors que els del vi.
Les propietats aromatitzants del llúpol, es coneixien des dels temps carolingis però van tardar temps a utilitzar-se. En l'alta edat mitjana la cervesa s'elaborava principalment a monestirs, a partir de la Baixa Edat mitjana es feia en empreses que ja van utilitzar el llúpol també com un agent conservant de la cervesa.

### Destil·lats
La tècnica de fer begudes destil·lades ja la coneixien els antics grecs i romans. Però fins al segle xii no es va fer a Europa en gran escala gràcies a les innovacions dels àrabs i l'alambí. S'utilitzava el terme genèric d'aqua vitae ("aigua de la vida") per a tots els destil·lats. Els destil·lats servien principalment per a funcions culinàries i medicinals. També l'aigua de roses servia de perfum, ingredient de cuina i per netejar-se les mans.
El 1309 Arnau de Vilanova escriví que l'aigua de la vida perllonga la salut, dissipa els humors superflus, reanima el cor i manté la joventut. A la baixa edat mitjana aparegué el Brandy (de brandwein: vi cremat) a l'actual Alemanya.

## Plantes, espècies i condiments

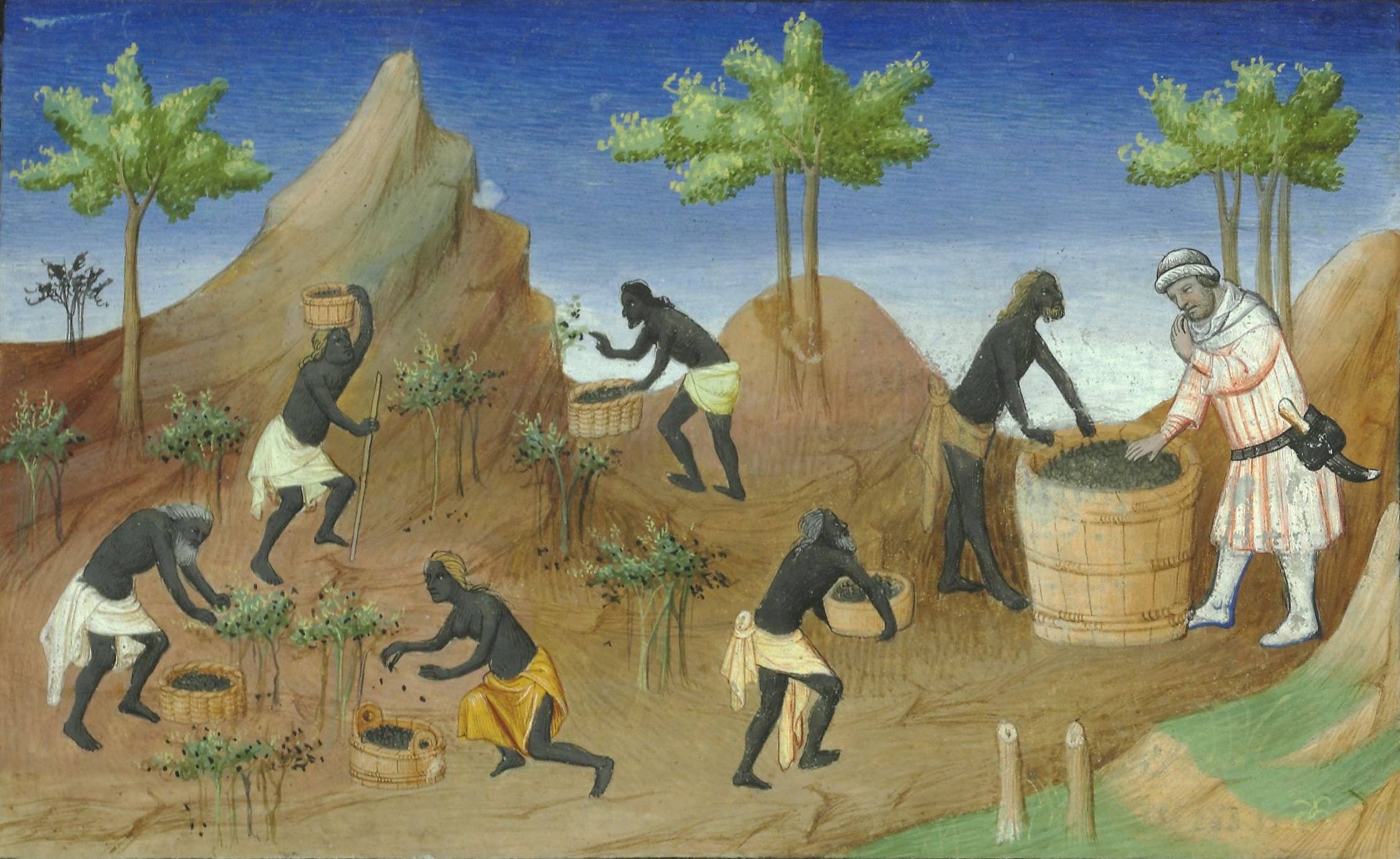
Collint pebre segons l'edició francesa del llibre de Marco Polo.

Les més usuals eren el pebre negre, la canyella (i la més econòmica alternativa càssia), comí, nou moscada, gingebre i clavell d'espècia. Totes eren cares i necessàriament importades de plantacions de l'Àsia i l'Àfrica. S'estima que al voltant de 1.000 tones de pebre i 1.000 tones de les altres espècies van ser importades a Europa occidental durant la baixa edat mitjana i que el valor d'aquesta mercaderia equivalia al subministrament anual de cereals per a un milió i mig de persones. Mentre que el pebre era la més comuna, la més exclusiva era el safrà (conreat també al sud d'Europa), usat més per a donar color que pel seu gust. El sucre també era considerat una espècia, ja que era molt car. S'emprava més aviat la combinació d'espècies que no pas una de sola.
Herbes autòctones com la sàlvia, mostassa, i el julivert es feien servir molt.

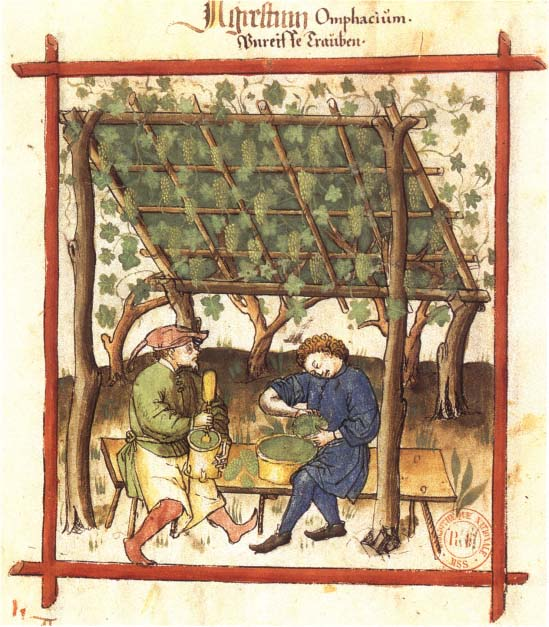
Collint raïm verd per fer-ne agràs Tacuinum Sanitatis, 1474.

Les receptes medievals que ens han arribat assenyalen l'afició a utilitzar diverses substàncies aromatitzants com l'agràs i el vinagre alhora que estava molt estès l'ús de la llet d'ametlla.
La sal era indispensable tant per a la cuina com per ingredient conservant. La sal blanca era molt cara i la majoria de la gent n'utilitzava un altre tipus amb impureses que la feien més verdosa.

## Dolços i postres
La paraula postres, o en francès "dessert", es va originar en l'edat mitjana. Les postres es componien de vi especiat i formatge curat, i més endavant fruita glacejada. També les creps són d'aquella època. El massapà sembla tenir un origen àrab. Els tortells de maduixes eren populars a Anglaterra.
Els àrabs van introduir moltes postres a la península Ibèrica, Illes Balears i Sicília: confits, torró, polvorons, mantegades, etc. Ja es feien panellets, que segurament van portar els pastissers jueus. A l'edat mitjana als Països Catalans ja es menjaven neules, que se sucaven en piment, vi dolç o en alguna altra mena de vi; i fins i tot s'hi havien desenvolupat variants, com la flor de Sant Jordi. La crema catalana i l'arròs amb llet (importat del Magreb) existien ja a la cuina medieval catalana, tot i que s'usava llet d'ametlla en comptes de llet de vaca, que és un canvi molt recent.
En alguns àpats després de les postres se servien els anomenats boutehors, que es podien prendre en una taula apart. Consistien en glopets de vi amb espècies i fruita confitada o fruits secs.

## Llibres de cuina
Els llibres de receptes medievals són la font més important per a conèixer la cuina i la gastronomia medievals. Existeixen 70 col·leccions de receptes medievals que han arribat a nosaltres en diverses llengües.
Alguns exemples de llibres medievals de cuina i gastronomia són:
- Llibre de Sent Soví, llibre de receptes medieval català que l'Eliana Thibaut i Comalada es pensa que també va ser escrit per Eiximenis.
- Llibre de Coch, un altre cèlebre llibre de receptes medieval català, posterior al Sent Soví però anterior al contacte amb Amèrica, que va ser usat a gran part d'Europa al Renaixement. El seu autor és considerat "el Ferran Adrià medieval".
- Com tayllaràs devant un senyor, un llibre medieval mallorquí més enfocat al treball de sala.
- Com usar bé de beure e menjar, de Francesc Eiximenis, un llibre medieval català que tracta sobretot les maneres i la moral a taula, insistint força en la golafreria i l'embriaguesa.
- Regimen Sanitatis ad regum Aragonum, d'Arnau de Vilanova, un llibre medieval català de recomanacions mèdiques en relació amb l'alimentació.